# Тиопроперазин
Тиопроперази́н — антипсихотическое средство, пиперазиновое производное фенотиазина. Выпускается в виде диметансульфоната.
Синонимы: Мажептил, Cephalin, Majeptil, Thioperazine, Vontil.

## Общая информация
Тиопроперазин является пиперазиновым производным фенотиазина. По химическому строению отличается наличием в положении 2 фенотиазинового ядра диметилсульфамидной группы вместо атома хлора у прохлорперазина и трифторметильной группы у трифлуоперазина (трифтазина).
Тиопроперазин (мажептил) был синтезирован в 1960-х годах в процессе поиска новых, более мощных, чем хлорпромазин (аминазин) и трифлуоперазин (трифтазин), фенотиазиновых нейролептиков. При этом при синтезе и отборе различных соединений исходили из предположения, что чем мощнее нейролептик по антипсихотическому действию, тем больше он должен давать экстрапирамидных побочных явлений, и наоборот. Тиопроперазин, препарат, дававший больше всего экстрапирамидных эффектов в эксперименте на животных, действительно оказался наиболее мощным среди типичных, традиционных нейролептиков. В некотором смысле тиопроперазин является «самым типичным», типичнейшим из типичных нейролептиков, подобно тому как клозапин (азалептин, лепонекс) является «самым атипичным» среди атипичных нейролептиков.
В связи с чрезвычайно сильным антипсихотическим эффектом тиопроперазин нередко бывает эффективен при резистентных психозах, при которых неэффективны или недостаточно эффективны галоперидол, трифлуоперазин, зуклопентиксол (клопиксол) и другие нейролептики.
Оказывает сильное противорвотное действие (в 150 раз активнее хлорпромазина и в 3 раза активнее галоперидола в эксперименте с блокированием рвотного эффекта апоморфина), обладает слабым седативным эффектом, слабо потенцирует действие снотворных и анальгетиков, оказывает слабое адренолитическое действие.
Сильное и быстро наступающее антипсихотическое действие тиопроперазина сочетается со стимулирующим (растормаживающим) эффектом, клинически проявляющимся двигательной гиперактивностью. Могут наблюдаться грубые явления перевозбуждения.
Препарат эффективен при гебефренической и непрерывно протекающей кататонической формах шизофрении, а также при других формах шизофрении с прогрессирующим течением.
Назначают внутрь после еды и внутримышечно. Начальная доза 0,001—0,005—0,01 г (1—5—10 мг) в сутки с постепенным увеличением до 0,05—0,06 г (50—60 мг) в сутки в 3—4 приёма. При необходимости суточную дозу увеличивают до 0,1—0,15 г. По достижении терапевтического эффекта дозу постепенно уменьшают.
Внутримышечно вводят от 0,0025 г (2,5 мг) до 0,06—0,08 г (60—80 мг) в сутки.

## Побочные эффекты
В период лечения могут наблюдаться явления паркинсонизма, острая дистония, акатизия, окулогирные кризы, апатия, тревога, колебания настроения. Экстрапирамидные расстройства, особенно дистонию и акатизию, тиопроперазин вызывает значительно чаще, чем аминазин, причём проявления острой дистонии при применении тиопроперазина характеризуются массивностью и значительной их генерализацией с истериоформными чертами, могут сопровождаться нарастающим напряжённым аффектом тревоги и страха, подавленностью, а явления паркинсонизма порой достигают состояния «окаменелости». Акатизия при приёме тиопроперазина обусловливает значительный суицидальный риск. Характерным побочным эффектом тиопроперазина является выраженная депрессия. Иногда при применении этого препарата наблюдаются кризы моторного возбуждения, нередко — акинезия. Возможны состояния пассивности (см. нейролептический дефицитарный синдром). При длительном приёме возможно развитие поздней дискинезии, которая при применении тиопроперазина развивается чаще, чем при применении большинства других нейролептиков.
Со стороны вегетативной нервной системы возможны бледность, приливы крови, слюно- и слезотечение, потливость, головокружение, холинолитические побочные эффекты (сухость во рту, запор, расстройства аккомодации, задержка мочи). Такие явления, как профузный пот, слюно- и слезотечение, массивные вазомоторные сдвиги, повышение или падение артериального давления, иногда повышение температуры, могут развиваться вместе с экстрапирамидными расстройствами, что позволяет выделять их в качестве экстрапирамидно-вегетативных кризов.
Со стороны эндокринной системы: гиперпролактинемия, импотенция, фригидность, аменорея, галакторея, гинекомастия, увеличение веса (возможно значительное).
Со стороны желудочно-кишечной системы: тошнота, рвота, диарея, диспепсия, истощение.
Редко: олигурия; нарушения сердечного ритма; возможны холестатическая желтуха, фотосенсибилизация; крайне редко — агранулоцитоз.

## Противопоказания
Тиопроперазин противопоказан при органических заболеваниях ЦНС, при агранулоцитозе в анамнезе, гипертрофии предстательной железы, закрытоугольной глаукоме, паркинсонизме. С осторожностью назначают во время беременности, водителям автотранспорта (может вызывать сонливость), больным эпилепсией (снижает судорожный порог), пожилым пациентам, а также при болезнях печени, почек и сердечно-сосудистой системы в стадии декомпенсации.

## Меры предосторожности
В случае возникновения гипертермии, которая является одним из признаков злокачественного нейролептического синдрома при приёме нейролептиков, следует немедленно прекратить применение препарата.
У пациентов, страдающих эпилепсией, при применении тиопроперазина необходимо усилить клинические и ЭЭГ наблюдения.
У беременных женщин следует избегать длительного применения препарата и при возможности снизить дозировку к концу беременности. Необходимо пристально наблюдать за неврологической симптоматикой и пищеварительной системой у новорождённых.

## Взаимодействия
Препарат усиливает гепато- и нефротоксичность других лекарственных средств.
Необходимо избегать сочетания тиопроперазина с приёмом леводопы, октадина, употреблением спиртных напитков. Осторожность требуется при совместном применении тиопроперазина с гипотензивными средствами, производными морфина, антигистаминными препаратами, барбитуратами, транквилизаторами, атропином и его производными.
При сочетании тиопроперазина с пароксетином усиливается действие обоих препаратов. При сочетании со снотворными или седативными средствами либо с прокарбазином усиливается седативный эффект:597.

## Применение в советской психиатрии
Тиопроперазин широко применялся в специальных психиатрических больницах с интенсивным наблюдением (психбольницах тюремного типа). Многолетний узник специальных психиатрических больниц, врач по профессии, описал состояние психически здорового человека после введения высокой дозы тиопроперазина следующим образом: «Представьте себе огромную камеру, где кроватей так много, что с трудом пробираешься между ними. Свободного места практически нет. А вам ввели мажептил, и вы в результате испытываете непреодолимую потребность двигаться, метаться по камере, говорить, и рядом с вами в таком же состоянии с десяток убийц и насильников... а двигаться негде, любое ваше невыверенное рассудком движение приводит к столкновению с такими же двигательно возбуждёнными соседями... и так — дни, месяцы, годы».

## Форма выпуска
Формы выпуска: таблетки по 0,001 г (1 мг) и 0,01 г (10 мг); 1 % раствор в ампулах по 1 мл (10 мг).